# Антилопа чотирирога
Антилопа чотирирога (Tetracerus quadricornis) — вид парнокопитних ссавців родини Бикові (Bovidae).

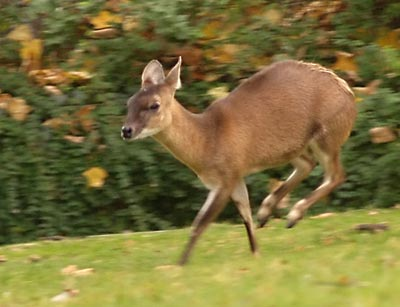
самиця

Антилопа мешкає у відкритих лісах Індії та Непалу. Цей вид є найменшим представником родини бикових в Азії, у холці сягає лише 55-64 см заввишки. Ще цей вид є унікальним серед антилоп, бо має дві пари постійних рогів.

## Поширення
Більшість диких чотирирогих антилоп зустрічаються в Індії. Є кілька невеликих, ізольованих популяцій в Непалі. Їхній ареал простирається на південь від долини річки  Ганг до штату Таміл Наду, і на сході до штату Орісса. Вони також зустрічаються в Національному парку Гірський ліс на заході Індії.

## Спосіб життя
Антилопа живе в різних середовищах проживання по всьому її ареалі, але надає перевагу відкритим сухим листяним лісам в горбистій місцевості. Вона, як правило, залишається в районах зі значним рослинним покривом з високих трав або густим підліском, і близько до джерела води. Як правило, вона тримається подалі від людини та населених районів. На чотирирогу антилопу полюють тигр, леопард та куон гірський.

## Опис
Чотирирога антилопа є однією з найменших азійських бикових, заввишки 55-64 см в холці і вагою 17-22 кг. Має витончене тіло з тонкими ногами і коротким хвостом. Шерсть жовто-коричневого або червонуватого забарвлення з білими черевом та ногами. Чорна смуга волосся знаходиться на передній поверхні кожної ноги, є чорні плями на морді і вухах. Самиці мають чотири соски, що розташовані на животі.
Відмінною особливістю антилопи є наявність чотирьох рогів; унікальна особливість серед сучасних ссавців. Ростуть роги тільки у самців, одна пара між вухами і друга пара на лобі. Перша пара рогів з'являється всього через кілька місяців після народження, інша росте після 10-14 місяців. Роги ніколи не линяють, хоча вони можуть бути пошкоджені під час боїв. Не всі дорослі самці мають роги; у деяких особин, особливо тих, хто належить до підвиду  Т. quadricornis subquadricornis , передня пара рогів відсутнє або представлена лише невеликими горбиками. Задня пара рогів досягає 7-10 см завдовжки, в той час як передня пара, як правило, менша — лише 2-5 см.